# Stanzertal
Het Stanzertal is een dal in het westen van de Oostenrijkse deelstaat Tirol. Het is een zijdal van het Oberinntal en wordt voor een groot deel doorstroomd door de rivier de Rosanna. Deze rivier vloeit tussen Strengen en Tobadill samen met de Trisanna uit het Paznauntal tot de Sanna. Het dal loopt vanaf Stanz bij Landeck, waarvan de naam is afgeleid, in westelijke richting tot bij St. Anton am Arlberg, aan de voet van de Arlbergpas. Het dal scheidt de Lechtaler Alpen van de Verwallgroep. Vanaf de samenvloeiing van de Rosanna en de Trisanna scheidt het de Lechtaler Alpen van de Samnaungroep. Net als het grootste deel van het Tiroler Inndal ligt het dal in een tektonische storingszone, namelijk die van de grens tussen de Noordelijke Kalkalpen en de Centrale Alpen.

## Gemeenten
Van oost naar west:
- St. Anton am Arlberg
- Pettneu am Arlberg
- Flirsch
- Strengen
- Tobadill
- Grins
- Stanz bij Landeck

## Infrastructuur
Door het Stanzertal loopt de Arlberg Schnellstraße, die vanaf de Inntal Autobahn over de Arlbergpas loopt richting het Klostertal in Vorarlberg. Deze weg, waarin zich ook de 13.972 meter lange Arlbergtunnel bevindt, maakt deel uit van de Europese weg E60. Door het dal loopt verder ook de Arlbergspoorlijn.